# Río Grande (Brasil)
Río Grande (en portugués: Rio Grande) es una ciudad brasileña del estado de Río Grande del Sur. Tiene una población estimada, en 2021, de 212 881 habitantes.
Es la ciudad más antigua del estado, siendo por mucho tiempo capital del mismo. Fue fundada en 1737 por el brigadier José da Silva Pais, y pasó a ser ciudad en 1835. Su apodo es Novia del Mar (Noiva do Mar en portugués).
Se localiza a Lat 32° 02' 06" Sur y Long de 52º 05' 55" Oeste, estando a 5 m s. n. m. Está situada en el extremo sur de Río Grande del Sur, entre la laguna Merín y la laguna de los Patos (la mayor del Brasil) y el océano Atlántico.
La ciudad construyó su riqueza a lo largo de la historia gracias al fuerte movimiento industrial. Aún hoy, sigue siendo una de las ciudades más ricas del estado, principalmente debido a su puerto (segundo en movimiento de cargas en el Brasil) y a su refinería de petróleo Ipiranga.

## Historia
En 1737 una expedición militar portuguesa al mando de José da Silva Pais (Paes en portugués arcaico) fue enviada con el propósito de garantizar la posesión de las tierras ubicadas al sur del actual Brasil. El 17 de febrero de 1737 Silva Paes fundó el presidio de Río Grande, en la desembocadura del río San Pedro, que conecta la laguna de los Patos con el océano Atlántico. Este presidio (colonia militar) es el Fuerte de Jesús, María, José de Río Grande, que constituyó el núcleo de la Colonia de Río Grande de San Pedro, fundada oficialmente en mayo de 1737. La elección del lugar, con el establecimiento de estancias de ganado, permitía apoyar las comunicaciones por tierra entre Laguna y la Colonia del Sacramento.
En 1760 Río Grande, que hasta entonces estaba sujeta a la Capitanía de Santa Catalina, pasó a ser la capital de la nueva Capitanía de San Pedro del Río Grande del Sur, dependiente de Río de Janeiro.
El 12 de mayo de 1763 el español Pedro de Ceballos (gobernador de Buenos Aires) invadió la villa de Río Grande conquistando el fuerte, retirándose los portugueses hacia São José do Norte en la orilla opuesta a Río Grande, que también fue ocupada por Ceballos, pasando la capital de la capitanía a la población de Viamão en 1766. Los pobladores portugueses que no huyeron hacia Porto dos Casais fueron trasladados por Ceballos a Maldonado, dando origen al pueblo de San Carlos. En la noche del 6 de julio de 1767 las tropas portuguesas, por orden del gobernador de la Capitanía del Río Grande del Sur, coronel José Custódio de Sá e Faria, después de violentos combates, expulsaron a los españoles de São José do Norte.
La permanencia de los españoles en la villa duró hasta el 1 de abril de 1776, fecha en que el comandante general portugués de São José do Norte, el alemán Johann Heinrich Bohm, atacó los fuertes de Santa Bárbara y Trindade y recuperó la villa con ayuda del sargento mayor Rafael Pinto Bandeira.
Pedro de Ceballos fue el primer virrey del Río de la Plata y al ser designado para ese cargo recibió la orden de detener la expansión lusitana hacia el Río de la Plata. A principios de 1777 Ceballos y sus hombres recuperaron la isla de Santa Catarina sin disparar un solo tiro, ya que la escuadra portuguesa abandonó la isla. El 21 de abril llegó a Montevideo, desde donde atacó la fortaleza de Santa Teresa, en el actual departamento uruguayo de Rocha, y se dirigía contra la ciudad de Río Grande cuando recibió noticias de un tratado de paz firmado entre España y Portugal que lo obligaba a retirarse.

## Relieve

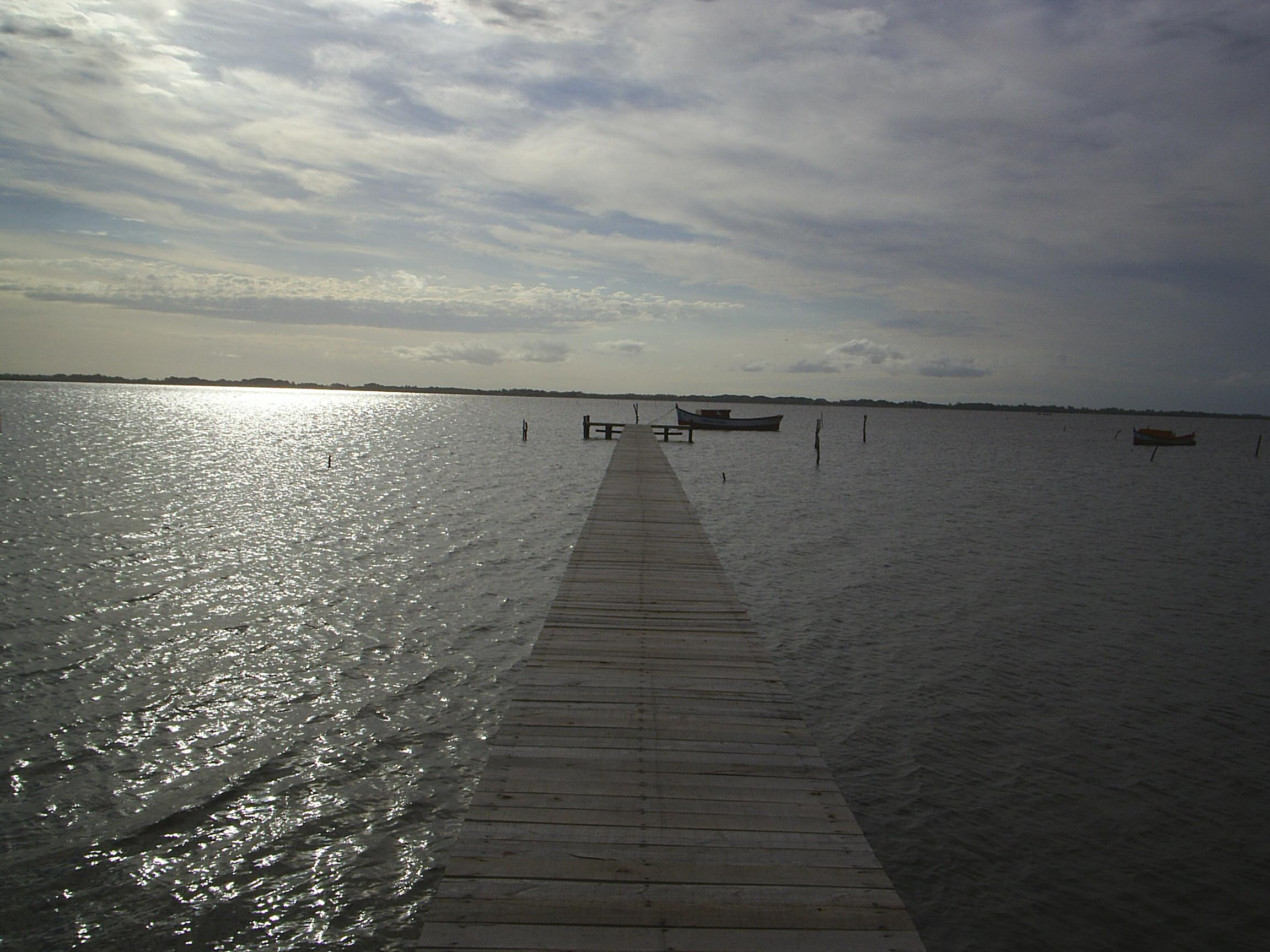
Un muelle en Ilha dos Marinheiros - La isla más grande de la Laguna de los Patos, en el municipio de Río Grande.

Río Grande es una ciudad de litoral, que tiene la playa más extensa del mundo (Playa de Cassino), con una extensión de aproximadamente 240 km de costa en el océano Atlántico. Toda su área municipal está ubicada en una baja altitud con, como máximo, 11 metros sobre el nivel del mar.

## Vegetación
La mayor parte del municipio está formada por campos, con vegetación rastrera y herbácea. También hay pequeños bosques con árboles plantados (eucaliptos y pinos). Hay dunas de arena en toda la costa.

## Clima
El clima de Río Grande es subtropical o templado, con fuerte influencia oceánica y con inviernos relativamente fríos, veranos ameno y precipitación regularmente distribuidas durante el año. La temperatura promedio anual de la ciudad es de 17,6 °C y la precipitación promedio anual es de 1162 mm. El mes más caluroso es enero, con temperatura promedio de 22 °C, y el mes más frío es julio, con temperatura promedio de 13 °C. Debido a la intensa incidencia de vientos en la ciudad, la sensación térmica en invierno en Río Grande frecuentemente llega a bajo cero durante los meses más fríos.

## Etnias
La principal inmigración que ocurrió en el municipio fue portuguesa, proveniente de Póvoa de Varzim, Aveiro, zona de la Bairrada y del archipiélago de las Azores, que influyó profundamente en la cultura y en la arquitectura de la ciudad.
Otras etnias que también se establecieron en la ciudad fueron las africanas, italiana, alemana, polaca, árabe (libanesa y palestina), inglesa, española y japonesa.

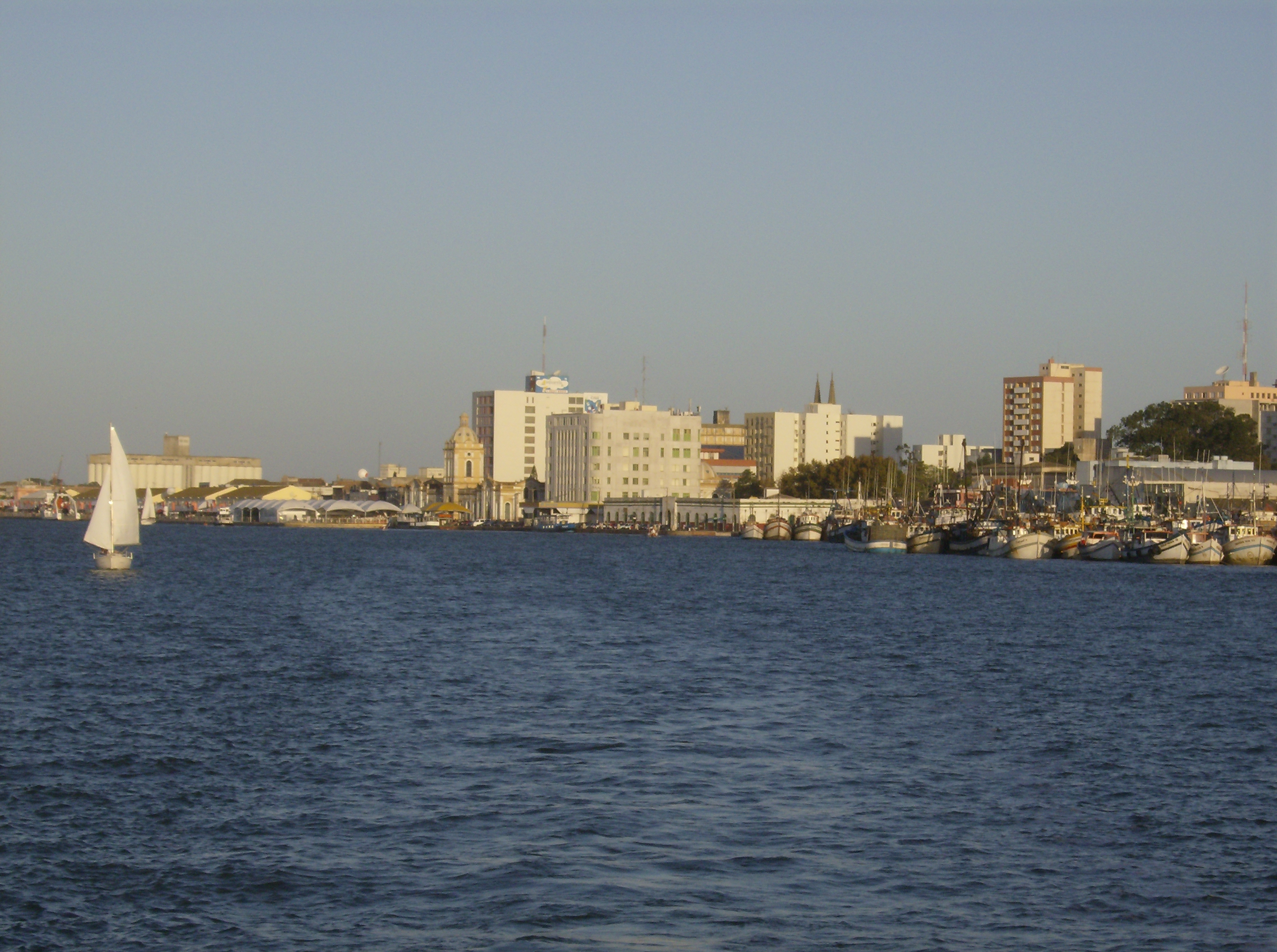
Rio Grande vista desde la laguna de los Patos.

## Economía
En Río Grande existe la FEARG/FECIS, una feria en la que se puede asistir y acompañar diversas culturas de todo el mundo, la feria se realiza anualmente y reúne a cientos de miles de visitantes.
Río Grande se destaca en ámbito estatal y nacional a lo largo de los últimos años. Con la ampliación del canal en el puerto de la ciudad, nuevas inversiones le dieron un nuevo aliento a la economía del municipio. Se está desarrollando un polo naval en Río Grande, siendo la plataforma petrolífera P-53, de Petrobras, la primera gran operación en la ciudad. Además de eso, Río Grande tiene una economía extremadamente competitiva y diversificada, bien abastecida de bienes y servicios en cualquier área.
Durante la ceremonia de bautismo de la plataforma P-53, el presidente Luiz Inácio Lula da Silva y el presidente de Petrobras, José Sérgio Gabrielli, confirmaron la firma del principal contrato para la plataforma P-55, con el consorcio de las empresas Queiroz Galvão, Iesa y UTC Engenharia, que incluye la integración del casco con los módulos, que se realizará en el Astillero Río Grande, junto al dique seco, en el Súper Puerto. De los seis módulos, cuatro serán armados en el dique seco de Río Grande, siendo uno de remoción de sulfato y otro de comprensión, que quedará bajo la responsabilidad de Iesa. Ya el Consorcio Top 55, formado por accionistas de Quip (Queiroz Galvão, IESA y UTC Engenharia), además de la integración del casco con los módulos de la plataforma, construirá la cubierta y los módulos de alojamiento y de paneles eléctricos.
En su discurso, después que la directora de Gas y Energía da Petrobras, Maria das Graças Foster, bautizó la P-53, Gabrielli destacó que, además de la construcción e integración de los módulos de la P-55 en el puerto gaucho, también se construirán ocho cascos en series en Río Grande La economía de Río Grande se concentra la mayor parte en la actividad portuaria, siendo uno de los grandes responsables por la exportación de granos e importación de contenedores y fertilizantes del país.
Hay diversas empresas que exportan e importan productos a partir de las Terminales del Puerto de Río Grande y su Embarcadero Comercial: ADM, Amaggi, Bunge, Cargill, CHS, Cooperoque, Cotribá, Cotrimaio, Cotrirosa, Cotrisal, Cotricasul, Coxilha, Giovelli, Granol, Heringer, Mosaic, Marasca, Nidera, Phenix, Piratini, Tecon, Yara Brasil y Timac Agro.
Pero ese servicio solo es posible gracias a las agencias y a los operadores, que contribuyen para el fortalecimiento y la productividad del Puerto de Río Grande, tales como Eichenberg & Transeich, Fertimport, Oceanus, Orion, Quip, Rio Grande, Sagres, Sampayo, Serra Morena, Supermar, Tecon, Tranships, Vanzin, Wilson Sons y Yara.

## Educación
La ciudad de Río Grande cuenta con un sistema de educación completo: 
- Enseñanza Secundaria: se puede destacar el Instituto Federal do Rio grande do Sul (IFRS -antiguo Colegio Técnico Industrial- CTI) y la escuela Técnica Estatal Getúlio Vargas, entre otras escuelas públicas y privadas.
- Enseñanza primaria: cuenta con decenas de escuelas públicas y privadas.

### IFRS
El Instituto Federal do Rio Grande do Sul posee, en su campus de Río Grande, cursos técnicos, tecnólogos y de grado.

### Universidade Federal do Rio Grande (FURG)

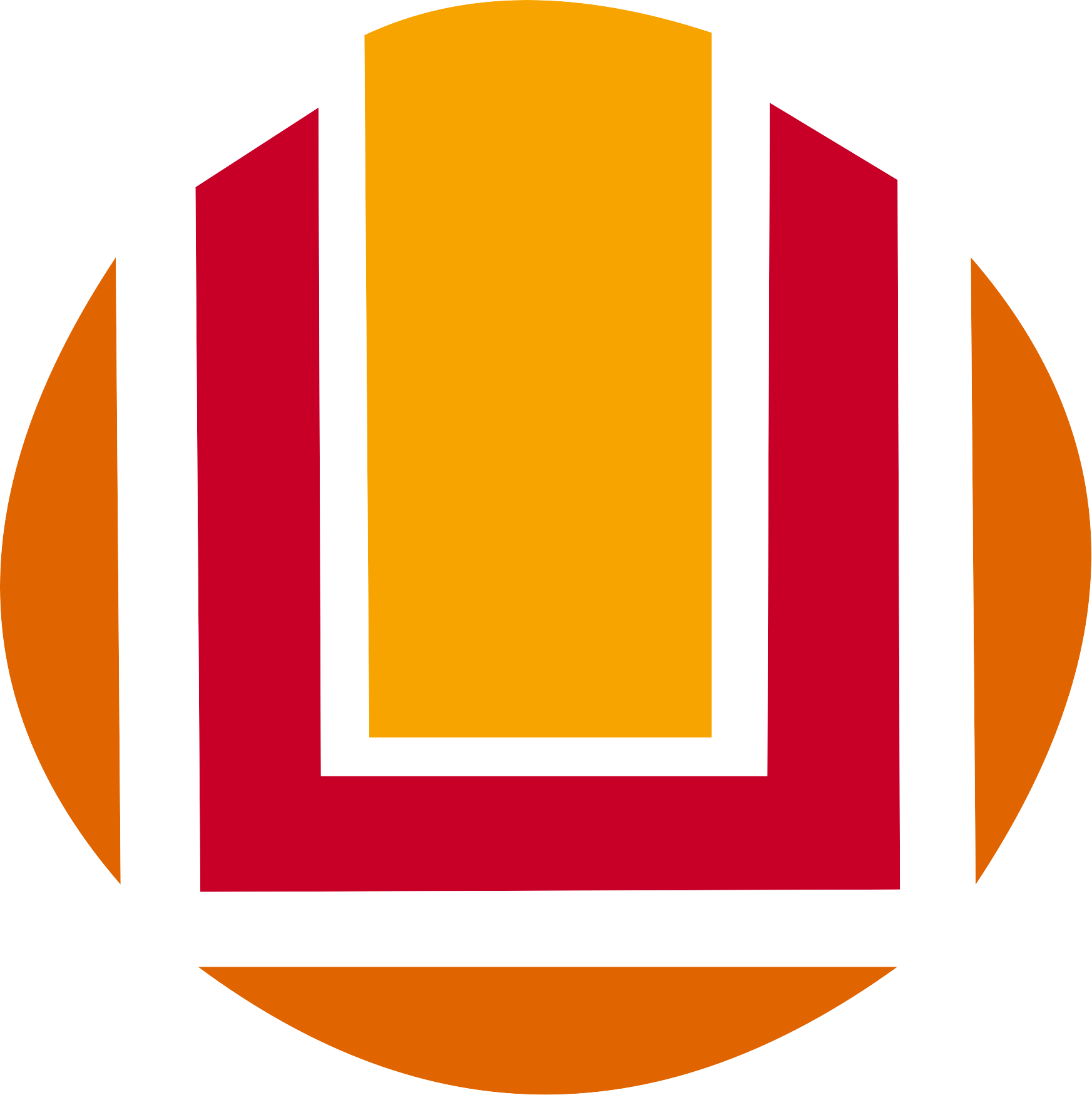
Universidade Federal do Rio Grande

La FURG - Universidade Federal do Rio Grande - es conocida por ser una de las más completas del Sur de Brasil. Fue fundada el 8 de julio de 1953 con el nombre de Fundação Cidade do Rio Grande en la época solo contaba con el Curso de Ingeniería. A lo largo de los años fueron fundadas otras facultades. Como los cursos de Ciencias Políticas, Ciencias Económicas, Derecho, etc.   Empezó su historia con clases en la Biblioteca Rio-Grandense y, posteriormente, fue instituido el Campus Cidade que, actualmente, pertenece al IFRS. Hoy en día, la universidad cuenta con varios campus para impartir sus cursos, incluso posee un complejo de museos: Museo Oceanográfico de Río Grande; Estação de Apoio Antártico; Hospital Universitario y sistemas de bibliotecas, además de 3 campus en otras ciudades gauchas. Santo Antônio da Patrulha, Santa Vitoria do Palmar y São Lourenço do Sul.

### Faculdades Anhanguera do Rio Grande
La facultad es una institución de enseñanza que pertenece a la red Anhanguera. Está ubicada en la Avenida Rheingantz, n.º 91. 
Hoy en día, la institución cuenta con varios cursos, entre ellos, Administración, Psicología, Enfermería, Derecho y destaque para el curso de Fisioterapia (principal de la unidad). La facultad recientemente pasó por una gran obra, en la que se construyeron dos edificios más para impartir clases, un espacio para amplias cantinas y una amplia clínica de fisioterapia, donde hay varios laboratorios y una piscina para las clases hídricas, fortaleciendo la fisioterapia en la ciudad, con  acceso gratis para la comunidad. También está en los planes de la facultad finalizar la obra de la clínica de psicología que, junto con la clínica de fisioterapia, pasaron a ser un centro de asistencia y ayuda para la comunidad de Río Grande, para patologías del cuerpo y de la mente.

## La infraestructura

### Ruta
Se accede a la ciudad por la ruta BR-392, que está en proceso de conclusión de su duplicación hasta Pelotas, donde se interconecta con la BR-471 y la BR-116 que ya tiene aprobado su proyecto de duplicación, será duplicada hasta la ciudad de Guaíba, siendo que desde esta ciudad hasta Porto Alegre, ya está duplicado el trayecto. Por la BR-116, se llega a la capital del estado, Porto Alegre, y al norte del país.

### Ferrovía
La ciudad posee acceso ferroviario a través de las líneas Bagé y Cacequi/Río Grande, de la Ferrovía Sul-Atlântico, actualmente operada por América Latina Logística (ALL).

### Vía fluvial
A través de la laguna de los Patos, la ciudad se conecta al lago Guaíba (que baña Porto Alegre), bien como a los ríos que desembocan en este, como el río Jacuí y el río dos Sinos.

### Aeropuerto
Rio Grande cuenta con un aeropuerto (IATA: RIG, ICAO: SJRG) ubicado a 12 km del centro de la ciudad, bajo las coordenadas 32°04'54.00"S de latitud y 52°09'48.00"W de longitud. Él posee 1.500 metros de pista pavimentada y señalizada y más 400 metros de áreas de escape. Operan diariamente tres vuelos para Porto Alegre y uno para Pelotas, siendo que hay previsión de vuelos para São Paulo y Río de Janeiro en el segundo semestre de 2010 a través de la NHT Líneas Aéreas. Es uno de los mayores aeropuertos del interior de Rio Grande do Sul, con un movimiento de 5000 pasajeros al año.

### Tránsito
Aunque es una ciudad relativamente pequeña, la población supera los 200.000 habitantes. Por eso, Río Grande enfrenta graves problemas de tránsito. Diversos factores explican esos problemas, como el aumento de la población -a causa del polo naval presente en la región- y también el gran aumento de la flota, junto al aumento del poder de compra de la población. En tan solo tres años, la flota de vehículos de la ciudad aumentó un 50%, saltando de 40.000 para 60.000 vehículos. Río Grande presenta un coche para cada tres habitantes. 
Para que se amenicen los problemas de tráfico, la Secretaría de los Transportes promueve, desde el inicio de 2008, varios cambios de flujo. Entre los principales cambios está el sentido del tráfico de las vías Senador Corrêa, Avenida Buarque de Macedo, Calle 2 de Novembro, Avenida Presidente Vargas y Avenida Rheingantz. Las dos primeras se transformaron en vías de salida de la ciudad, funcionando en sentido único del centro a la periferia, mientras que la avenida Rheingantz hace un sentido inverso. Se dice que esos cambios no pasan de paliativos, ya que no resuelven el problema a medio plazo, teniendo en cuenta que faltan algunas obras viales de ensanchamiento, la duplicación de calles, etc.

## Deportes
La ciudad tiene un fuerte movimiento deportivo. Posee varios campeones de diversas modalidades de natación, artes marciales y maratonistas, pero el punto fuerte de la ciudad es el fútbol. La ciudad cuenta con tres clubes profesionales: el Football Club Rio-Grandense, el Sport Club São Paulo y el Sport Club Rio Grande (el club de fútbol más antiguo de Brasil).
Todos los clubes ya fueron campeones gauchos. Las titulaciones de Campeón Gaucho fueron las siguientes:
- Campeonato Gaucho de Fútbol de 1933: São Paulo
- Campeonato Gaucho de Fútbol de 1936: Rio Grande
- Campeonato Gaucho de Fútbol de 1939: Rio-Grandense

De 2005 hasta 2009, la Asociación Noiva do Mar de Futsal representó a la ciudad en los campeonatos estatales, siempre destacándose entre los equipos participantes. En 2008, se consagró subcampeón estatal de la Série Prata en partidos con un público superior a 3.000 personas.

## Comunicaciones

### Tipografías
La ciudad tuvo varias tipografías a lo largo del siglo XIX, que editaron varios periódicos y libros en la ciudad:
Tipografía de Francisco Xavier Ferreira, que publicaba el periódico O Noticiador, fundado el 3 de enero de 1832, y O Propagador da Industria Riograndense, además de obras como El Himno que fue cantado en la noche del día 24 del corriente por la feliz noticia de la Gloriosa Elevación del Sr. Dom Pedro II al trono de Brasil (1831), considerado el primer texto en la ciudad riograndina, y Relação dos festejos, que hicieron los portugueses residentes en la villa de Rio Grande do Sul, como una demonstración de su júbilo por el restablecimiento de la paz y de la libertad, en su patria, en 1924;
II- Tipografía de O Observador;
III- Tipografía de Sabino Antônio de Souza Niterói, denominada al principio de Mercantil, mientras eran impresos los periódicos Liberal Riograndense y Mercantil do Rio Grande
IV- Tipografía Pomatelli; el 5 de julio de 1847, fue vendida para Perry de Carvalho; el 1° de mayo de 1849, fue revendida a Antonio Bonone Martins Viana y en septiembre de 1850, a Bernardino Berlink; 
V- Tipografía de Cândido Augusto de Mello, con diversos periódicos y obras;
VI- Tipografía del periódico Diário de Río Grande, con diversos periódicos y obras;

### Periódicos
La ciudad tuvo centenas de periódicos y revistas durante los siglos XIX y XX, destacándose tanto por el número, como por la importancia y, también, por la longevidad de algunos de esos periódicos, entre los cuales se destacan A Luta y Eco do Sul. Actualmente, existen dos periódicos de circulación diaria, Agora y Diário Popular, además del semanario Jornal Cassino.

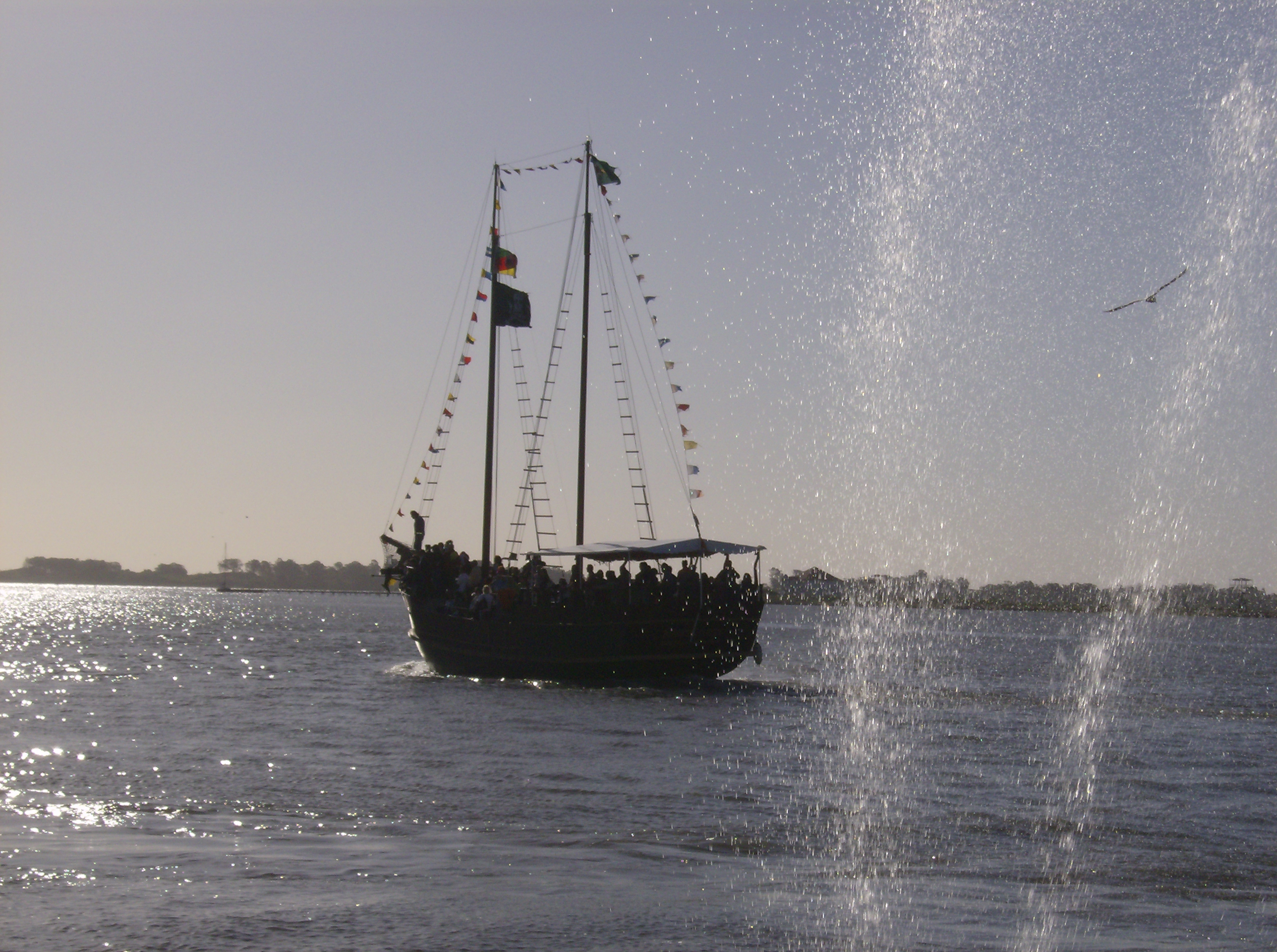
Una goleta en la Laguna de los Patos, durante la feria municipal denominada Festa do Mar.

## Personalidades
Antônio de Castro Assumpção: jurista, economista y poeta brasileño.
Antônio de Sousa Neto: político y militar brasileño
Apparicio Torelly, "Barón de Itaré": escritor y periodista.
Artur de Oliveira: profesor y escritor brasileño, y patrono de la Academia Brasileña de Letras.
Érico Gobbi: escultor brasileño de más de una centena de esculturas.
Francisco Xavier Ferreira: periodista, poeta y político brasileño.
Heitor TP: guitarrista brasileño contemporáneo
Revocata Heloísa de Melo: poetisa gaucha del siglo XIX
Rita Lobato: la primera mujer en ejercer la medicina en el Brasil.

## Fiestas culturales
- Festa do Mar. Esta fiesta fue realizada por primera vez hace 50 años. El objetivo de este evento, desde su inicio, es destacar las potencialidades turísticas y económicas de la región, al mismo tiempo en que rescata en cada ciudadano, el orgullo y el amor por su tierra. Organizada por FEMAR - Agência de Desenvolvimiento, la Festa do Mar es un evento de característica popular, por lo tanto, preocupado en servir a la comunidad a través de una programación cultural y deportiva diversificada que satisface y motiva a todos. Se puede destacar, también, el área gastronómica de la fiesta que atrae a cientos de miles de visitantes curiosos para conocer y degustar el plato típico de la región: la famosa anjova asada, además del diversificado menú de mariscos ofrecido. Además, son atracciones importantes en esta fiesta los stands comerciales, que promueven productos y servicios e incentivan la economía de la región.

- Fearg y Fecis: Esa feria doble que se lleva a cabo en la ciudad de Río Grande aborda cada año diferentes etnias, como la africana. Ella reúne empresas unidas a la artesanía y, también, del comercio en general de la ciudad.

- Fejunca: Fiesta junina realizada todos los años en el balneario Cassino en Río Grande. Cuenta con varias tiendas de artesanías, ventas, gastronomía y shows culturales.

- Festa do Peixe e do Camarão: La industria pesquera local perdió fuerza ante el escenario nacional de los últimos años. Sin embargo, el sector continúa siendo uno de los más tradicionales de la ciudad, conocida nacionalmente por su vocación, a través de la pesca artesanal y de embarcaciones especializadas en la captura los camarones y demás pescados. Por eso, la meta de la fiesta es proporcionar un menú a base de mariscos, mostrando la potencialidad del municipio que tiene São Pedro como padrino. Esta es una gran feria gastronómica para degustación de pescados y camarones preparados de varias formas. La feria se realiza anualmente en la Playa de Cassino.

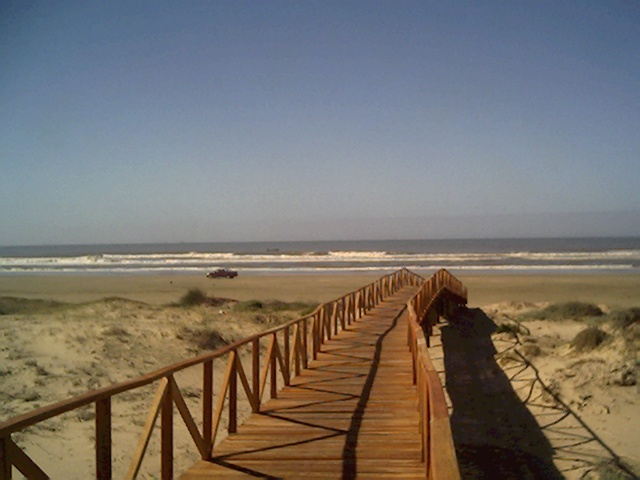
Pasarela sobre las dunas en la Playa de Cassino.

- Festa de Iemanjá: Gran fiesta en tributo a la reina del mar, se realiza anualmente en la Playa do Cassino. La fiesta cuenta con la participación de cientos de miles de personas a la orilla del mar.

## Ciudad hermanada
- Águeda, Portugal
- San Carlos, Uruguay